# Splatterpunk
Splatterpunk – ruch w obrębie literatury grozy, który narodził się w latach 80. XX wieku. Cechuje się graficznym, często brutalnym przedstawieniem przemocy, kontrkulturowym charakterem oraz „intensywnym horrorem bez ograniczeń”.

## Historia
Za jeden z pierwszych utworów zapowiadających splatterpunk uważa się opowiadanie Michaela Shea pt. The Autopsy (1980).
Ruch ten wywołał znaczne kontrowersje wśród twórców literatury grozy. Robert Bloch krytykował splatterpunk, twierdząc, że „istnieje różnica między tym, co budzi grozę, a tym, co wywołuje mdłości”. Negatywnie odnieśli się do niego również William F. Nolan i Charles L. Grant. Z kolei krytycy R. S. Hadji i Philip Nutman bronili tego nurtu, przy czym Nutman opisał splatterpunk jako literaturę „survivalistyczną”, odzwierciedlającą „moralny chaos naszych czasów”.
Choć termin „splatterpunk” zyskał pewną popularność w latach 80. i 90., a sam ruch przyciągnął stałą grupę odbiorców, później został zastąpiony innymi, synonimicznymi określeniami. Ostatnim większym przedsięwzięciem komercyjnym skierowanym do fanów splatterpunku była antologia Splatterpunks II: Over the Edge z 1995 roku, która zawierała opowiadania, eseje o kinie grozy oraz wywiad z Antonym LaVeyem. Już w 1998 sugerowano, że zainteresowanie gatunkiem maleje, osiągnąwszy swój szczyt w połowie lat 90. Termin jest jednak nadal czasami używany w odniesieniu do horroru o silnym, makabrycznym charakterze, jak np. w powieści Philipa Nutmana Cities of Night.
W 2018 organizatorzy konwentu KillerCon ustanowili Splatterpunk Awards (znane także jako „Bernies”), aby uhonorować osiągnięcia w dziedzinie splatterpunku i ekstremalnego horroru.
Choć gatunek jest tradycyjnie kojarzony z literaturą, jego wpływy zauważalne są także w innych mediach, zwłaszcza w grach wideo. Jednym z przykładów jest niezależna gra horrorowa The Coffin of Andy and Leyley z 2023, która zyskała rozgłos dzięki zastosowaniu elementów charakterystycznych dla splatterpunku, takich jak makabra i przemoc. Początkowo zakazana w Australii z powodu kontrowersyjnej tematyki, gra została ostatecznie dopuszczona z oznaczeniem R-18+. Mimo że splatterpunk w grach wideo nie jest nowym zjawiskiem, The Coffin of Andy and Leyley jest jednym z ostatnich bardziej znaczących przykładów.
Pisarzami zaliczanymi do tego nurtu są David J. Schow, Clive Barker, Craig Spector, John Skipp oraz Poppy Z. Brite, Jack Ketchum, Joe Lansdale, Richard Laymon, Richard Christian Matheson, Robert R. McCammon. Przykładami filmów splatterpunkowych są ekranizacje prozy Barkera, jak Hellraiser i Nightbreed czy obrazy według scenariuszy Skippa i Spectora (Koszmar z ulicy Wiązów V: Dziecko snów) i Schowa (Teksańska masakra piłą mechaniczną III).

## Nazwa
Termin pochodzi od angielskiego słowa splatter (bryzgać), nawiązującego do filmów splatter (inaczej zwanych gore) oraz punk (śmieć), będącego odniesieniem do nihilistycznego ruchu punkowego.
Termin ten został ukuty w 1986 przez Davida J. Schowa podczas Dwunastej Światowej Konwencji Fantasy w Providence. Splatterpunk jest postrzegany jako bunt przeciwko „tradycyjnej, delikatnie sugestywnej opowieści grozy”.